# Bulbophyllum roseopunctatum
Bulbophyllum roseopunctatum là một loài phong lan thuộc chi Bulbophyllum.